# Pyropteron doryliformis
Pyropteron doryliformis (syn. Synansphecia doryliformis) is een insect uit de familie wesp- of glasvlinders (Sesiidae). De spanwijdte bedraagt ongeveer 20 millimeter.
De rupsen gebruiken planten uit het geslacht Rumex (zuring) als waardplanten.
De vlinder komt voor in Zuidwest-Europa, Noord-Afrika en is in 1997 geïntroduceerd in Tasmanië als biologische bestrijder van de waardplant.